# Barikisu Tettey-Quao
Barikisu Tettey-Quao (* 28. August 1980) ist eine ehemalige ghanaische Fußballspielerin.

## Karriere
Tettey-Quao kam während ihrer Vereinskarriere für die La Ladies (1999) zum Einsatz.
Die Mittelfeldspielerin nahm mit der ghanaischen Nationalmannschaft („Black Queens“) an den Weltmeisterschaften 1999 teil und bestritt dabei zwei Partien.